# Gouvernorat de Gafsa
Le gouvernorat de Gafsa (arabe : ولاية ڨفصة), créé en 1956, est l'un des 24 gouvernorats de la Tunisie. Il est situé dans le sud-ouest du pays, à la frontière de l'Algérie, et couvre une superficie de 8 990 km2, soit 5,5 % de la superficie du pays. Il abrite en 2024 une population de 388 776 habitants. Son chef-lieu est Gafsa.

## Géographie

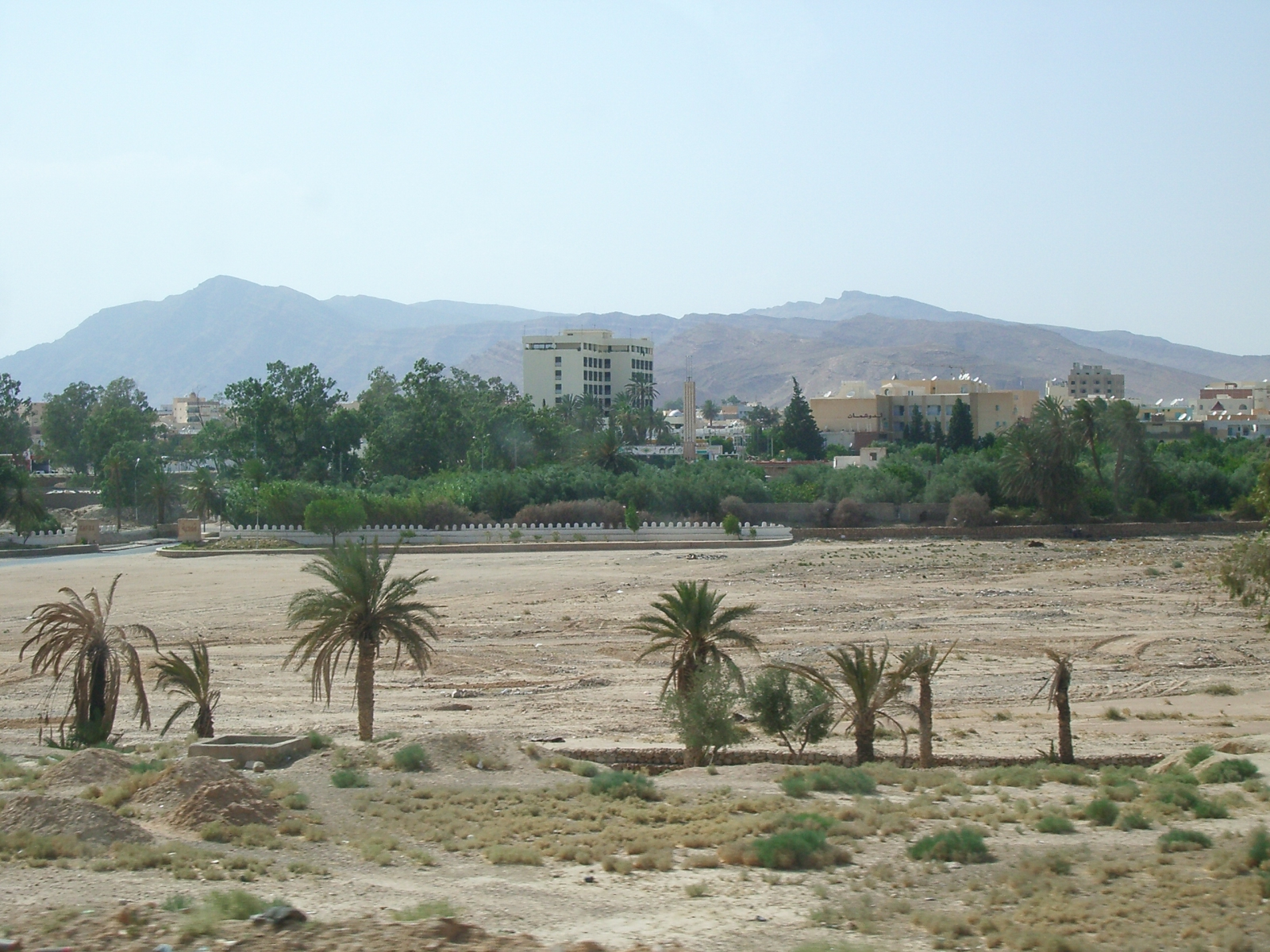
Paysage dans les environs de Gafsa.

Situé à 355 kilomètres de la capitale, le gouvernorat de Gafsa se situe au sud-ouest de la Tunisie entre les hautes steppes et le Sahara. Il est entouré de cinq gouvernorats : le gouvernorat de Kébili, au sud, de Tozeur, au sud-ouest, de Gabès, au sud-est, de Sidi Bouzid, au nord-est, et de Kasserine au nord-ouest. Se situant au centre de trois régions économiques, Gafsa est un trait d'union entre les différentes régions du pays.
La typologie régionale est constituée de montagnes, de bassins et de plaines. C'est une zone de transition entre la steppe et le désert où les points d'eau et les oueds ont une grande importance dans l'architecture et le pâturage.
Administrativement, le gouvernorat est découpé en treize délégations, treize municipalités et 76 imadas,.
| Délégation                                    | Population en 2024 (habitants) |
| --------------------------------------------- | ------------------------------ |
| Belkhir                                       | 15 923                         |
| El Guettar                                    | 20 784                         |
| El Ksar                                       | 39 931                         |
| Gafsa Nord                                    | 11 657                         |
| Gafsa Sud                                     | 118 274                        |
| Mdhilla                                       | 16 883                         |
| Métlaoui                                      | 44 547                         |
| Moularès                                      | 31 767                         |
| Redeyef                                       | 31 421                         |
| Sened                                         | 23 633                         |
| Sidi Aïch                                     | 12 029                         |
| Sidi Boubaker                                 | 5 402                          |
| Zannouch                                      | 16 525                         |
| Sources : Institut national de la statistique |                                |

## Politique

### Gouverneurs
Le gouvernorat de Gafsa est dirigé par un gouverneur dont la liste depuis l'indépendance est la suivante :
- Béchir Achoura (1956-1957)
- Tahar Debaya (1957-1959)
- Hédi Mabrouk (1959-1960)
- Mahmoud Belhassine (1960-1962)
- Abdessalem Ghédira (1962-1969)
- Mohamed Triki (1969-1971)
- Tahar Boussemma (1971-1972)
- Mezri Chekir (1972-1973)
- Salem Ben Hejal (1973-1974)
- Mokhtar Chouari (1974-1979)
- Mohamed Abbes (1979-1980)
- Mohamed Letayef (1980-1984)
- Fayçal Chahdoura (1984-13 février 1988)
- Mohamed Ben Rejeb (13 février 1988-2 juillet 1991)
- Mohamed Habib Braham (2 juillet 1991-1994)
- Mahmoud Lajnef (1994)
- Mustapha Karbia (1994-1996)
- Salah Zoghlami (1996-1998)
- Mohamed Ridha Mokrani (1998-2001)
- Mohamed Aouinti (2001-2004)
- Jomâa Chaouch (2004-2005)
- Mohamed Laïd Kidoussi (2005-2008)
- Mohamed Chaïeb (2008-2011)
- Mohamed Gouider (2 février 2011, empêché d'exercer)
- Taoufik Khalfallah (15 février-5 août 2011)
- Moncef El Hani (5 août 2011-22 février 2012)
- Brahim Hamdaoui (22 février 2012-28 février 2014)
- Mustapha Ben Moussa (28 février 2014[3]-9 avril 2015)
- Taïeb Ezzaraii (9 avril 2015[4]-14 mars 2016)
- Mondher Aribi (14 mars 2016[5]-18 juin 2020)
- Sami Ghabi (18 juin 2020[6]-21 octobre 2021[7])
- Nader Hamdouni (26 novembre 2021[8]-8 septembre 2024)
- Nader Hamdouni (depuis le 8 septembre 2024[9])

### Maires
Voici la liste des maires des dix municipalités du gouvernorat de Gafsa dont les conseils municipaux ont été élus le 6 mai 2018 et présidés par les maires suivants :
- Belkhir : Kaouther Hazzaz
- El Guettar : Mabrouk Ammar[10]
- El Ksar : Ameur Gouader[11]
- Gafsa : Helmi Belhani[12]
- Mdhilla : Hafedh Henchiri[13]
- Métlaoui : Ammar Messaoui[14]
- Moularès : Mahmoud Issaoui[15]
- Redeyef : Ahmed Tababi[16]
- Sened : ?
- Sidi Aïch : Néjib Belhaj[10]
- Sidi Boubaker : Néjib Zenaïdia[17]

## Économie
Le gouvernorat est considéré comme une région essentiellement minière. Le phosphate est la principale richesse de la région qui compte 47 entreprises industrielles.
Le secteur agricole est basé essentiellement sur l'arboriculture. En effet, on compte 114 887 hectares d'arbres fruitiers : olives, amandes et pistaches, 10 746 hectares de culture irriguée et un cheptel de l'ordre de 400 000 têtes ovines, bovins, caprins et camelins.
Si la région de Gafsa est un bassin minier riche en phosphates, la population locale ne bénéficie pas pour autant de la manne qui, d'après divers commentateurs, profite essentiellement aux proches du pouvoir. Région minière mais aussi rurale, les conditions d'exploitation agricole y sont difficiles à cause de l'aridité. La réalité socio-économique y est donc assez éloignée des territoires septentrionaux, plus proches du littoral, où une économie de services et de PME permet une croissance annuelle appréciable, témoignant de la grande disparité régionale du « miracle économique » tunisien. Au début du XXIe siècle, dans ce bastion ouvrier qui, par le passé, s'est déjà montré rebelle vis-à-vis du pouvoir central, le taux d'inoccupation est massif, particulièrement parmi les jeunes dont le taux de chômage est endémique, les excluant du système de protection,  faute d'emploi.
En janvier 2008, cette situation engendre les « grèves de Gafsa », des troubles sociaux qui rassemblent de larges pans de la population pendant plusieurs mois et sont durement réprimés. En juillet 2008, le président Ben Ali annonce une série d'investissements dans la région, à hauteur de 944 millions de dinars, censés générer 9 000 emplois permanents mais qui laisse les observateurs circonspects, particulièrement après la crise financière. En effet, en février 2010, les leaders du mouvement de protestation constatent une situation inchangée et toujours « explosive », essentiellement du fait de la corruption de certains dirigeants locaux. En juin 2010, les initiatives concrètes concernent l'installation de différentes unités de l'entreprise de câbles pour automobile Yazaki à Moularès et Gafsa, créant 1 300 emplois ainsi que l'implantation d'une briqueterie à Mdhilla.

## Éducation
- Université de Gafsa

## Médias
- Radio Gafsa

## Sport
- El Gawafel sportives de Gafsa